# Claude Hinton
 (février 2021).
Pour les articles homonymes, voir Hinton.
Claude Hinton est un philanthrope et un décorateur professionnel canadien.

## Biographie
Claude Hinton est originaire de Saint-Césaire. Il est l'ainé de quatre enfants. Il étudie au Collège de Saint-Laurent, puis à l'Institut des arts appliqués.
Membre du conseil d'administration du musée d'art contemporain de Montréal, il est reconnu pour ses efforts auprès des malades en soins palliatifs à l'hôpital Notre-Dame de Montréal.
En 1967, il a acquis sa notoriété en décorant plusieurs bâtiments pour l'Exposition universelle de Montréal. Il a aussi réalisé des projets  avec le producteur Frédéric Back, dont les restaurants Hélène-de-Champlain pour l'Expo '67, La Saulaie, La Sapinière, La Roma Antiqua.  Il a aussi aménagé les bureaux de Jean Drapeau, Robert Bourassa et plusieurs personnalités.
Ancien président de la société des décorateurs-ensembliers, il a collaboré longtemps à la Fondation Palli-Ami. Une galerie d'art portait son nom sur la rue McEachran d'Outremont. Il était par ailleurs le président fondateur de Claude Hinton Inc, design d'intérieur jusqu'à son décès. André Descôteaux a pris la relève après son décès.

## Distinctions
Il fut décoré de l'Ordre du Canada le 20 avril 1989 et investi le 18 octobre de la même année.
Il reçoit la Médaille du jubilé d'or de la Reine Elizabeth II en 2002.